# Haloa

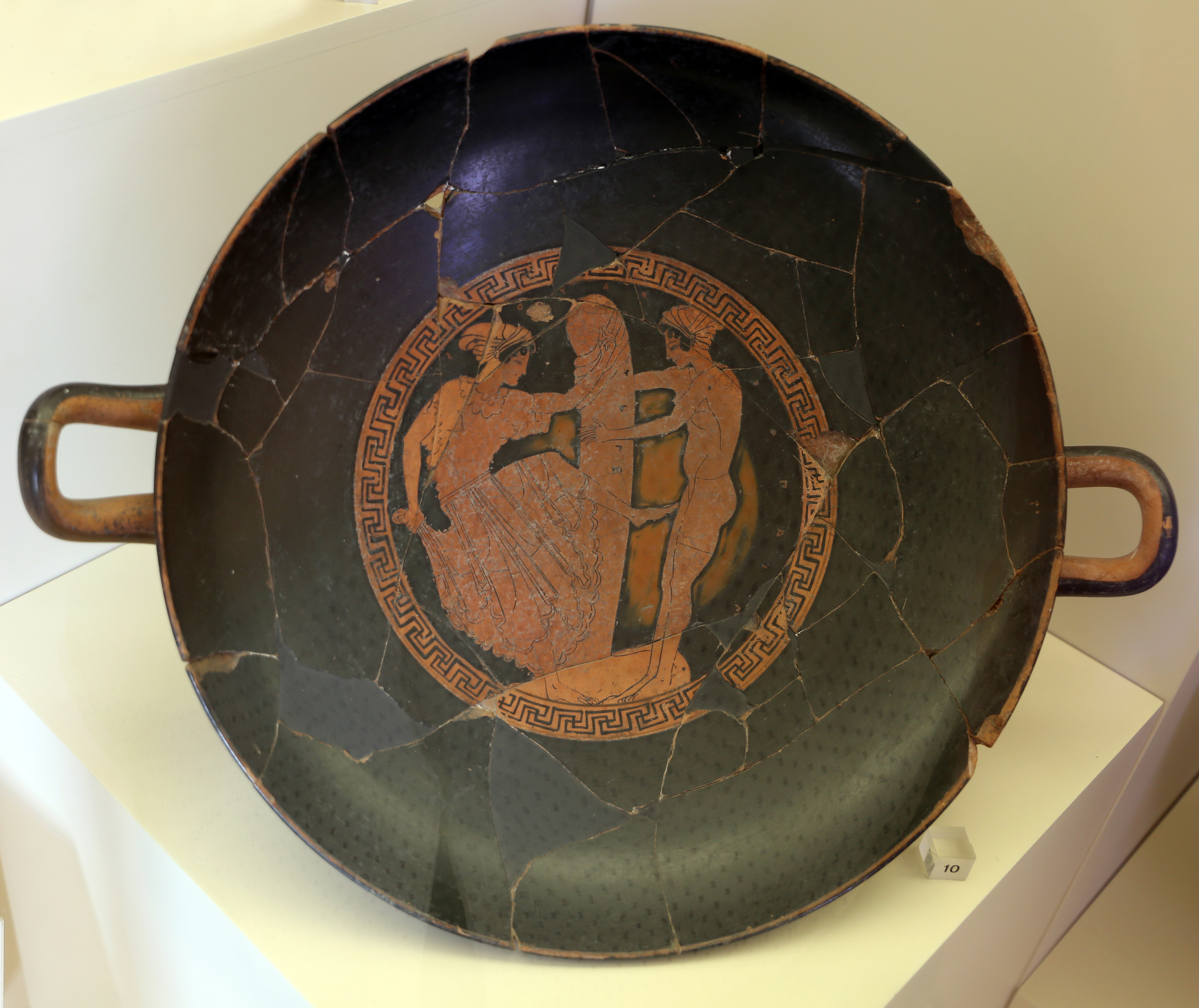
Hetera en el festival Haloa bailando alrededor de un falo gigante (Edipo, 480 a. C.)

Haloa o Alo (en griego antiguo: Ἁλῶα) era una fiesta ática, celebrada principalmente en Eleusis, en honor de Deméter (Δήμητρα, η Αλωαίη), protectora de los frutos de la tierra, de Dionisio, dios de la uva y del vino, y de Poseidón (Ποσειδώνας ο Φυτάλμιος), dios de la vegetación costera. En griego, la palabra hálōs (ἅλως) de la que deriva Haloa significa “suelo de trilla” o “jardín”. Si bien el consenso general es que se trataba de un festival relacionado con la trilla (proceso de aflojar la parte comestible del grano de cereal después de la cosecha), algunos estudiosos no están de acuerdo y argumentan que se trataba de un festival de jardinería. Haloa se enfoca principalmente en los primeros frutos de la cosecha, en parte como un reconocimiento agradecido por los beneficios que recibieron los labradores, y en parte como una oración para que la próxima cosecha sea abundante. El festival también se llamó Talisia o Sincomesteria.

## El festival
El Haloa tenía lugar todos los años, durante el mes Poseidón (Ποσειδέωνας), después de que terminara la primera cosecha. El festival tuvo lugar alrededor de la era (αλώνια) al mismo tiempo en todo el Ática. Todas las mujeres podían asistir a este evento pero los hombres casi siempre fueron excluidos. Los hombres tenían la expectativa legal y moral de pagar los gastos de sus esposas en estas festividades. El peculiar momento del festival de la cosecha, a mediados de invierno, también es significativo. Los griegos consideraban el festival sagrado no solo para Deméter sino también para Dionisio. Con la inclusión de Dioniso en el culto del festival, la fecha cambió hacia el invierno cuando "él se apoderó de los festivales de Deméter, se hizo cargo de su era y forzó que se celebrara un festival de trilla de invierno". En muchos sentidos, el festival estaba tan conectado, si no más, con Dionisio que con Deméter. De esta forma vemos el poder y la influencia de este dios, y la importancia del vino para la actividad del culto griego. Prácticamente, los griegos podían recibir una cosecha lo suficientemente temprano como para deleitarse con Dionisio.
A pesar de estar entre los festivales griegos más documentados, hay muy pocos registros de lo que ocurrió exactamente durante el Haloa. Debido a que era un festival predominantemente, si no exclusivamente, de mujeres, ha sobrevivido poco de información sobre sus características y rituales. De hecho, una de las fuentes más detalladas de Haloa consiste en notas marginales del siglo XIII d. C. sobre las obras del escritor romano Luciano . Según estas notas, las prácticas rituales de las mujeres involucraban “fosos, serpientes, cerdos y modelos de genitales, todos los cuales tienen un significado sexual más o menos marcado”. También sabemos que el festival “se dice que abarcaba los Misterios de Deméter, Kore y Dioniso”. Otra fuente señaló que estos festivales de mujeres “contienen el germen de los 'Misterios'”, haciendo referencia aquí a los Misterios de Eleusis, ceremonias anuales de iniciación dedicadas al culto de Deméter y Perséfone.

## Rituales
Como la influencia de Dionisio, cuyos festivales se celebran en invierno, cambió necesariamente la fecha de Haloa a fines de diciembre o principios de enero, también cambió los rituales festivos para acercarse a las celebraciones de las uvas y el vino. Las mujeres a menudo realizaban rituales durante la "poda de las vides y la degustación del vino", ya que es alrededor de esta época del año cuando se corta y cava el suelo alrededor de los viñedos y se completa el primer ciclo de fermentación. Algunos textos afirman que este elemento de la fiesta fue instituido después de la muerte del pastor Icario (o Ikarios), después de que introdujera la vid en Ática. El mito dice que Dionisio le regaló vino a Icario como agradecimiento por su hospitalidad. Sin embargo, cuando Icario compartió este regalo con sus amigos pastores, confundieron los signos de embriaguez con signos de veneno y mataron a Icario en represalia. Según Luciano, Dionisio castigó a los pastores tomando la forma de una doncella, “enloqueciendo de deseo sexual”. Desafortunadamente, cuando la doncella desapareció repentinamente, los pastores permanecieron con erecciones hasta que un oráculo les dijo que debían aplacar a los dioses dedicándoles modelos de arcilla de los genitales. Esta dedicación se convirtió así en una costumbre de la fiesta.
Sin embargo, Haloa seguía siendo un festival para Deméter, y el nombre del festival en sí apunta a la actividad de cosecha de la trilla. La era, por lo tanto, todavía servía como centro de celebración y actividad de la cosecha. Eustacio afirma que “allí se celebra, según Pausanias, una fiesta de Deméter y Dionisio llamada Haloa” y explica que, durante esta fiesta, se llevaban primeros frutos de temporada de Atenas a Eleusis en honor a las deidades, se celebraban eventos deportivos las eras, y durante la fiesta había una procesión de Poseidón (adorado aquí como Fitalmio, dios de las plantas). Aunque gran parte del Haloa era para mujeres, la procesión general y los eventos deportivos estaban abiertos a todos los ciudadanos.
La fiesta, o banquete, consistía en alimentos "suaves" o civilizados: cereales, pescado, posiblemente aves y "pasteles con forma de símbolos sexuales", pero nada de carne. Otros alimentos prohibidos de Eleusis incluían la granada, que se consideraba comida de hombre muerto e inapropiada para una fiesta en honor a Deméter, ya que fue la fruta que llevó a Perséfone de regreso a las sombras del Hades. Los Arcontes en Eleusis prepararían las mesas para las mujeres y luego esperarían afuera para mostrarles a los visitantes extranjeros que los alimentos civilizados se originaron en Eleusis y se dispersaron al resto de la humanidad desde Eleusis.

### Actividad de la mujer
En forma de ritual, el Haloa era similar a las Tesmoforias, otro festival en honor a Deméter, al participar las mujeres en ambas. Ambos festivales involucraban “palabras lujuriosas” y actividades, una abundancia de símbolos sexuales y el consumo de mucho vino y confitería pornográfica. Las mujeres lo celebraban solas para “tener perfecta libertad de expresión” y algunas fuentes afirman que “se manipulaban los símbolos asustados de ambos sexos, las sacerdotisas susurraban a escondidas al oído de las mujeres presentes palabras que no se podían pronunciar en voz alta, y las propias mujeres expresaron todo tipo de…  chistes y bromas indecorosas”.
Según Karl Kerényi, "los Haloa, un festival de invierno para las mujeres, celebrado en honor de Deméter, Core y Dioniso", se caracterizaban "por un consumo abundante de vino, discursos obscenos y veneración de símbolos sexuales.”
Demóstenes destaca el papel de la sacerdotisa, señalando que ella, en lugar del Hierofante (sacerdote principal de los Misterios de Eleusis), presentaba las ofrendas de frutos y dirigía las ceremonias de iniciación bajo la presidencia de mujeres. También enfatiza que era ilegal ofrecer cualquier sacrificio de sangre, usando como ejemplo la historia de un Hierofante que fue maldecido porque ofreció en la corte de Eleusis “el sacrificio quemado de una víctima animal”.

## Más recursos
Evy Johanne Håland tiene una presentación del festival y un análisis en su trabajo de dos volúmenes sobre los festivales griegos, modernos y antiguos: una comparación de los valores femeninos y masculinos, Newcastle upon Tyne: Cambridge Scholars Publishing, 2017 ( http://www.cambridgescholars .com/buscar? (enlace roto disponible en Internet Archive; véase el historial, la primera versión y la última). Q=h%C3%A5land&As=verdadero&As=falso&Mid=0&Sid=verdadero&Sid=falso (enlace roto disponible en Internet Archive; véase el historial, la primera versión y la última). ), esp. cap. 5-7.
Véase también:
Håland, Evy Johanne."The Ritual Year Of Athena: The Agricultural Cycle Of The Olive, Girls' Rites Of Passage, And Official Ideology.". Revista de Historia Religiosa 36.2 (2012): p256-284.
KERÉNYI, Carl: Eleusis. Imagen arquetípica de la madre y la hija, Madrid, Siruela, 2004 (Die Mysterien von Eleusis, 1962), p. 150 y 152.
Lowe, Nueva Jersey. “Thesmophoria and haloa: myth, physics and mysteries.”. Lo sagrado y lo femenino en la Antigua Grecia. 1 de enero de 1998. P120-149.
Dillon, Mateo. Niñas y mujeres en la religión griega clásica. Routledge, 2003.
- Esta obra contiene una traducción  derivada de «Haloa» de Wikipedia en inglés, concretamente de esta versión, publicada por sus editores bajo la Licencia de documentación libre de GNU y la Licencia Creative Commons Atribución-CompartirIgual 4.0 Internacional.

- Datos: Q338858